# Uma Rosa com Amor
Uma Rosa com Amor é uma telenovela brasileira produzida e exibida pela TV Globo de 16 de outubro de 1972 e 30 de junho de 1973, em 220 capítulos. Substituiu O Primeiro Amor e foi substituída por Carinhoso, sendo a 11.ª "novela das sete" exibida pela emissora.
Escrita por Vicente Sesso e dirigida por Walter Campos, foi produzida em preto-e-branco.
Teve Marília Pêra, Paulo Goulart, Grande Otelo, Tônia Carrero, Marcos Paulo, Wanda Lacerda, Jacyra Silva e Ênio Santos nos papéis principais.

## Enredo
Serafina Rosa Petrone é uma moça solitária, desastrada e aparentemente sem grandes atrativos físicos, que sonha encontrar o amor da sua vida, alimentando uma paixão secreta por seu chefe, o industrial Claude Antoine Geraldi. Para atenuar a carência e fazer crer que é cortejada, envia uma rosa para si mesma todos os dias.
Morando em um cortiço habitado por imigrantes italianos, no bairro do Bexiga, com os pais Amália e Giovanni, a irmã Terezinha e o irmão Dino, Serafina passa a ser notada pelo chefe quando este a pede em casamento, por mero interesse, pois é estrangeiro e vive ilegalmente no Brasil. Diante da perspectiva de ver a família e os amigos desamparados por causa da demolição do cortiço, a moça aceita encenar o falso casamento, sabendo que ele será desfeito após um determinado período. Com o casamento, o relacionamento dos dois se torna péssimo e passam a brigar constantemente. Para piorar a situação, a milionária Nara Paranhos de Vasconcelos, com quem Claude teve um caso, atrapalha de todas as formas a vida do casal com diversas maldades. Com um tempo, Claude e Serafina acabam se apaixonando.
Nara é uma mulher exagerada e maledicente, que mantém a família num alto padrão de vida. Vivendo na companhia das amigas também ricas, a vaidosa Ercy e a neurótica Alzira, mora com o pai, o ambicioso Egídio, e é ex-esposa de Carlos de Vasconcelos, homem sedutor e oportunista que não aceita o divórcio e a abandonou sozinha com seus dois filhos: Beto, um bon-vivant que se apaixona por Terezinha; e a sonhadora e compreensiva Raquel. Ambos foram criados pela sábia Carmem, governanta da família há mais de 20 anos.
A trama também conta a história da atriz Roberta Vermont, que mantém um caso com o ator iniciante Sérgio, mostrando pela primeira vez na televisão um romance entre uma mulher madura e um homem mais jovem. Sérgio tem vergonha da condição social da sua mãe, a costureira Joana Carioca, que mora no cortiço do Bexiga. Roberta é fina, elegante e um pouco inconsequente, que precisa ser freada, muitas vezes, pela sua amiga, a espevitada Alabá.
A família Rosa Batateira é outro núcleo importante da trama. Tradicional família paulistana, tem como matriarca a compreensiva Catarina, empresária séria, determinada e mãe de três filhos: o sofisticado Antoninho, braço-direito da mãe; Milton, jovem e responsável executivo que se envolve com Terezinha, disputando a sua atenção com Beto, seu amigo de infância; e Cleide, a  filha mais nova que, contrariando a todos, sonha em ser modelo.
Hugo Lombardi é um diretor de televisão, sobrinho de Catarina e melhor amigo de Roberta. Apesar de dedicado e atraente, é um pouco atrapalhado quando se trata de conquista amorosa. Envolve-se com Alabá no começo da trama mas acaba se apaixonando por Janete, moça romântica que mora no cortiço do Bexiga, e passa a disputá-la com o primo Antoninho, também apaixonado por ela. Melhor amiga de Serafina, Janete trabalha como secretária de Frazão, industrial bonachão e melhor amigo de Claude.
Outros ilustres moradores do cortiço do Bexiga são: Pimpinoni, velho tintureiro, amigo de Serafina, que cativa a todos com as suas marionetes e ajuda a amiga a enxergar a vida com poesia; o fanhoso Afrânio, garçom apaixonado por Serafina; a piedosa Pepa; e as fofoqueiras Genô e Antonieta, costureiras amigas de Joana.

## Elenco
| Ator                    | Personagem                                |
| ----------------------- | ----------------------------------------- |
| Marília Pêra            | Serafina Rosa Petrone (Fina)              |
| Tônia Carrero           | Roberta Vermont                           |
| Yoná Magalhães          | Nara Paranhos de Vasconcellos             |
| Paulo Goulart           | Claude Antoine Geraldy                    |
| Leonardo Villar         | Frazão                                    |
| José Augusto Branco     | Milton Rosa Batateira                     |
| Wanda Lacerda           | Joana Camargo (Joana Carioca)             |
| Marcos Paulo            | Sérgio Camargo                            |
| Grande Otelo            | Asdrúbal Pimenta (Pimpinoni)              |
| Lélia Abramo            | Amália Petrone                            |
| Felipe Carone           | Giovanni Petrone                          |
| Ênio Santos             | Egídio Paranhos/Olegário                  |
| Nívea Maria             | Tereza Petrone (Terezinha)                |
| Ary Fontoura            | Afrânio                                   |
| Roberto Pirillo         | Roberto Paranhos de Vasconcellos (Beto)   |
| Herivelto Martins Filho | Dino Petrone                              |
| Tamara Taxman           | Ercy Andrade                              |
| Gilberto Martinho       | Carlos de Vasconcellos                    |
| Jacyra Silva            | Alabá                                     |
| Eleonor Bruno           | Catarina                                  |
| Monah Delacy            | Rosa Batateira                            |
| Henriqueta Brieba       | Pepa                                      |
| Nélson Caruso           | Antônio Rosa Batateira (Antoninho)        |
| Heloísa Helena          | Dona Genoveva (Genô)                      |
| Jorge Cherques          | Hugo Lombardi                             |
| Dinorah Marzullo        | Carmem                                    |
| Beth Barcellos          | Elizabeth Paranhos de Vasconcellos (Beth) |
| Juju Pimenta            | Colibri                                   |
| Jorge Chaia             | Dr. Freitas                               |
| Selma Lopes             | Dona Antonieta                            |
| Aurimar Rocha           | Mr. Darley Smith                          |
| Rosita Thomaz Lopes     | Mrs. July Smith                           |
| Fernando Villar         | Oscar                                     |
| Cléa Simões             | Elisa                                     |
| Paulo Gama              | Haddad                                    |
| Márcia Couto            | Cleide Rosa Batateira                     |
| Ana Maria Jensen        | Ana (Ninica)                              |
| Mírian Müller           | Janete                                    |
| Francisco Serrano       | Jorge                                     |
| Armando Riggo           | Gurgel                                    |
| Marcelo Baraúna         | Monteiro                                  |

### Participações Especiais
| Ator                 | Personagem      |
| -------------------- | --------------- |
| Ademir Rocha         | Julinho         |
| Antônio Andrade      | Osvaldo         |
| Antônio Victor       | Pescador        |
| Jacqueline Laurence  | Alzira          |
| Irma Alvarez         | Jerusa Garcez   |
| Fernando Reski       | Souza           |
| Fernanda Simões      | Maria           |
| Fausto Famma         | Secretário      |
| Kelly Silva          | Yara            |
| Ivan de Almeida      | Mecânico        |
| Lionel Fischer       | Lionel          |
| Louise Macedo        | Joaninha        |
| Marthus Mathias      | Mathias         |
| Nanai                | Cantor          |
| Paulo Ramos          | Lucas           |
| Rachel Di Biasi      | Silvia          |
| Roberto Morel        | Florista        |
| Sandra Pêra          | Lúcia           |
| Sylvia Guimarães     | Odília          |
| Tony Ferreira        | Bêbado          |
| Paulette Silva       | Madame Paulette |
| Gracindo Júnior      |                 |
| Gonzaga Vasconcellos | Delegado        |
| Walter Prado         | Jornalista      |

## Produção
Uma Rosa com Amor marcou o estilo "comédia romântica" no horário das 19h da TV Globo, tornando-se um dos maiores sucessos na década de 1970. A novela marcou a volta de Yoná Magalhães à Globo. Para quebrar a imagem das antigas heroínas que interpretou na emissora, a atriz teve que ficar loura, o que simbolizou uma nova fase na sua carreira profissional.
Grande parte do sucesso de Uma Rosa com Amor pode ser creditado à excelente química entre os atores Paulo Goulart e Marília Pêra, ambos fazendo sua primeira comédia em televisão. Segundo Paulo, os dois se divertiam muito durante as gravações e frequentemente não resistiam ao riso. Ele conta que, em cenas românticas, evitava olhar a atriz nos olhos, enquanto ela procurava olhar fixamente para o seu queixo, do contrário os dois começavam a rir.

### Remake
Em 2009, o texto de Uma Rosa com Amor foi comprado pelo SBT e adaptado por Tiago Santiago para ser produzido no ano seguinte, sendo seu primeiro trabalho na emissora.

## Exibição
A novela começou a ser reprisada na pela primeira vez enquanto ainda estava no ar entre 29 de Março de 1973 a 25 de janeiro de 1974 substituindo O Primeiro Amor e sendo substituída por Carinhoso.
Foi reprisada pela segunda vez às 10 horas da manhã, no programa feminino TV Mulher entre 07 de abril a 28 de novembro de 1980 e sendo substituída por Senhora.

### Outras Mídias
Foi disponibilizada em 28 de outubro de 2024 no Globoplay, através do Projeto Fragmentos, que visa resgatar obras incompletas cujos capítulos foram perdidos em incêndios ou no processo de substituição de mídias físicas por questões econômicas. Foram preservados os capítulos 1, 2, 110, 111, 219 e 220.

## Música
O tema de abertura da novela, Uma Rosa com Amor – composto por Antônio Carlos & Jocafi e interpretado por Kris & Cristina –, precisou ser regravado para atender a exigências da Censura Federal, que vetou a expressão “pega pra capar”. Na nova versão, os autores escreveram: “É um saco sem tamanho nesse velho bafafá”. A versão original, no entanto, já havia sido lançada na primeira edição da trilha sonora.

### Nacional
Capa: Yoná Magalhães, José Augusto Branco, Marília Pêra, Paulo Goulart, Leonardo Villar, Ênio Santos e Felipe Carone
1. Minhas Razões - Antônio Carlos & Jocafi
2. Do Amor Fazer Novas Lendas - César Costa Filho
3. Vou Disparar - Osmar Milito e Quarteto Number One
4. Elisabeth - Paulinho Soares
5. Marionetes - Coral Som Livre
6. Buona Sera Serafina - Felipe Carone
7. Uma Rosa Com Amor - Kris & Cristina
8. Bate Boca - Paulinho Soares
9. Burguês Fino Trato - Djalma Dias
10. Chuchu Beleza - Maria Alcina
11. A Rosa - Moacyr Franco
12. Amor Não é Coisa Pra Negócio - Tom & Dito
13. Bom de Bico - Luiz Carlos Sá
14. Meu Silêncio - Marcio Lott

### Internacional
Capa: Logotipo da novela
1. Il Etait Une Fois... La Revolution - Free Sound Orchestra
2. Crocodile Rock - Elton John
3. You Are The Sunshine of My Life - Stevie Wonder
4. Ben - Michael Jackson
5. Clair - Spirit of Freedom
6. Love Song - Jackson 5
7. La La La - El Chicles
8. Tell Me Once Again - The Light Reflections
9. Superwoman - Stevie Wonder
10. Amour Et Liberté - Tony Rallo Orchestra
11. Oh Girl - The Chi-Lites
12. Un Amore Sbagliato - Tony Cucchiara
13. This World - Zingara
14. When You Told Me - P. J. Ross